# Johnny Skalin
Hans Johnny Skalin (1 de abril de 1978) é um político sueco que é membro do Riksdag pelo Partido Democrata sueco desde 2010.
No parlamento, Skalin é membro do Comité da UE e deputado do Comité de Relações Externas de Riksdag. Skalin também pediu à Suécia que corte drasticamente a entrada de imigrantes e solicitantes de asilo.